# Aminaftona
Aminaftona ou lunamarina é um fármaco utilizado como protetor vascular. Possui como mecanismo de ação a inibição hialuronidase.